# NGC 542
NGC 542 ist eine Spiralgalaxie vom Hubble-Typ Scd im Sternbild Andromeda am Nordsternhimmel, die etwa 215 Millionen Lichtjahre von der Milchstraße entfernt ist.
NGC 542 bildet zusammen mit den Galaxien NGC 529, NGC 531 und NGC 536 die Hickson Compact Group 10, abgekürzt HCG 10.
Der dänische Astronom Johan Ludvig Emil Dreyer notierte in seinem 1888 herausgegebenen New General Catalogue William Parsons als Entdecker. Durchgeführt hat die Beobachtung auf Birr Castle mit einem 72″-Spiegelteleskop am 16. Oktober 1855 jedoch sein damaliger Assistent R. J. Mitchell.